# رغمين (الحديدة)

تعديل مصدري - تعديل

رغمين هي إحدى قرى مديرية الدريهمي، التابعة لمحافظة الحديدة اليمنية، بلغ تعداد سكانها 1421 نسمة حسب الإحصاء الذي أجري عام 2004.